# Fontaines, Saône-et-Loire
Fontaines este o comună în departamentul Saône-et-Loire, Franța. În 2009 avea o populație de 2.004 de locuitori.

## Evoluția populației
| An        | 1975  | 1982  | 1990  | 1999  | 2006  | 2009  |
| --------- | ----- | ----- | ----- | ----- | ----- | ----- |
| Populație | 1.456 | 1.596 | 1.839 | 1.947 | 2.011 | 2.004 |